# Slaget vid Köge bukt
För det senare slaget med samma benämning, se slaget vid Köge bukt (1710).
Slaget vid Köge bukt även känt under namnet slaget mellan Falsterbo och Stevns Klint var ett sjöslag som ägde rum den 1−2 juli 1677. I Köge bukt vann danska flottan under Niels Juel en stor seger över den svenska flottan under Henrik Horn. Den svenska flottan förlorade åtta större fartyg, flera hundra kanoner och över 3000 man.

## Bakgrund
Danmark, Nederländerna, Brandenburg och flera tyska stater låg i krig mot Sverige och dess allierade som ett led i det större fransk-nederländska kriget. De svenska besittningarna i Nordtyskland hade efter förlusten vid slaget vid Fehrbellin mot en brandenburgsk armé varit hårt ansatta och i behov av förstärkning. Försök att undsätta provinserna i södra Östersjön hade misslyckats och den danska flottan hade tilldelat svenskarna ett svidande nederlag vid slaget vid Ölands södra udde i juni 1676. Den svenska flottan hade förlorat tre av sina största skepp, Kronan, Svärdet och Äpplet, riksamiralen Lorentz Creutz och den erfarne amiralen Claas Uggla medan den danska flottan klarat sig utan att förlora ett enda örlogsskepp; den danska flottan behöll sjöherraväldet under resten av året. Samtidigt som Danmark kunde förhindra Sverige från att undsätta sina tyska besittningar kunde man också föra över en stor armé till Skåne för att föra kriget på svensk mark. Den svenska ledningen under Karl XI lyckades ta sig ur underläget genom att vinna avgörande segrar vid Halmstad 17 augusti och vid Lund 4 december 1676. Den danska armén ledd av Kristian V var tvungen att retirera till Landskrona och den 30 december återtogs Helsingborg av svenskarna. Båda sidor behövde ha kontroll över farlederna i södra Östersjön för att kunna undsätta sina styrkor i Skåne respektive norra Tyskland.
I Skåne hade den svenska och danska armén varit nära att drabba samman i ett större fältslag vid Rönneberga några km norr om Landskrona den 27 maj. Den svenska armén hade varit mindre än hälften så stor som den danska och endast en felbedömning av styrkeförhållandena gjorde att det danska anfallet skjutits upp. De svenska generalerna övertygade natten därpå kung Karl att oddsen var hopplösa och den svenska armén drog sig tillbaka till Kristianstad. Christian bestämde sig då för att försöka inta Malmö, som ännu var i svenska händer, för att säkra en bas för flottan. Efter några veckors belägring försökte man den 25–26 juni storma staden, men anfallet slogs tillbaka med danska förluster på minst 3000 man och danskarna tvingades retirera till Lund. Karl XI hoppades på att kunna tillfoga danskarna ett nederlag till sjöss och därmed hota att skära av den danska armén i Skåne från sina försörjningslinjer.
Trots nederlaget året innan var den svenska flottan våren 1677 fortfarande numerärt överlägsen den danska och utgjorde ett allvarligt hot. De danska styrkorna omorganiserades på Själland och behovet av att säkra sjöförbindelserna mellan Danmark och Skåne var akut. Danmarks allierade Nederländerna lovade att skicka förstärkningar. Cornelis Tromp, som hade haft befälet över den allierade flottan året innan hade avrest 2 februari för att skynda på processen, men skulle inte nå Köpenhamn förrän 2 juli. Den svenska flottan hade samtidigt stora problem med att få fram medel till att utrusta fartyg och hade svårigheter att rekrytera tillräckligt med manskap.
Henrik Horn utsågs i mars 1677 till överbefälhavare för svenska flottan och blev därmed den tredje på posten (efter Lorentz Creutz och Gustaf Otto Stenbock) som helt saknade erfarenhet av sjömilitära frågor. Horn var underrättad om att förstärkningar var på väg från Nederländerna med Tromp och fick den 21 april order från kungen att så snabbt som möjligt ge sig ut och förena sig med en mindre eskader under Erik Sjöblad som låg ankrad i Göteborg. Först i slutet av maj gav sig den svenska huvudflottan ut från Dalarö och samtidigt seglade eskadern från Göteborg för att förena sig med Horn. Danskarna blev varse om den svenska eskadern när den var på väg genom Stora Bält. En överlägsen dansk styrka ledd av Juel hann upp eskadern och anföll. Vid slaget vid Lolland 1 juni tog eller sänkte danskarna mer än hälften av de svenska fartygen och Sjöblad själv hamnade i dansk fångenskap.

## Styrkeförhållanden
Den svenska flottan var i fråga om fartyg, manskap och kanoner klart överlägsen den danska. Den svenska styrkan hade 30 större och mellanstora krigsfartyg, 6 brännare och 11 mindre fartyg för kommunikation och transporter. Sammanlagt var flottan utrustad med ca 1650 kanoner och 9200 man. Den danska flottan hade 35 krigsfartyg, 2 brännare och 7 mindre fartyg utrustade med ca 1400 kanoner. Många danska skepp var underbemannade och sammanlagt hade flottan ca 6700 man. En del av de svenska fartygen utgjordes dock av beväpnade handelsfartyg som inte var specialbyggda krigsskepp. I fråga om ledarskap och kvalitet på besättningarna var den danska styrkan däremot klart överlägsen.

## Upptakt
Efter segern över den svenska eskadern såg Juel till att reparera och proviantera sina skepp och skickade ut patruller för att rekognosera söder om Öland. Den 17 juni fick han också rapporter om att svenskarna planerade att föra över kavalleri från Pommern till Skåne och skickade ut tre fregatter för att spana efter transportfartyg. De återvände runt den 21 juni och berättade om att man blivit jagad av svenska fartyg och att man siktat en flotta om 30 örlogsfartyg samt 15 underhållsfartyg och brännare. Dagen därpå hölls krigsråd och man beslutade sig för att segla ut och kryssa mellan Skåne och Rügen, men var tvungen att ligga kvar vid Stevns på grund av ofördelaktiga vindförhållanden.
Det rådde osäkerhet om man ville att Juel skulle möta den svenska styrkan eller undvika strid i väntan på att Tromp anlände med förstärkningar. Hans ursprungliga order var att möta den svenska styrkan, men uppehållet som orsakades av vindförhållandena ledde till osäkerhet från den militära ledningen och särskilt från rikskanslern Fredrik Ahlefelt. Det fanns dock inga uttryckliga order från kungen om att undvika strid. Juel var efter sina erfarenheter av den svenska flottan övertygad om att han inte riskerade förlust ens mot en numerärt överlägsen styrka.
Den svenska huvudflottan lämnade Dalarö den 9 juni och förenades några dagar senare med två av de skepp som undkommit från Göteborgseskadern och det nybyggda skeppet Kalmar söder om Öland. Horn ägnade närmare två veckor åt att öva sina besättningar genom att kryssa mellan Bornholm och fastlandet. Den 24–30 juni manövrerade de två flottorna i Öresund och söder om Skåne och siktade varandra sent på eftermiddagen 30 juni mellan Stevns Klint och Falsterbo.

## Slagets förlopp
Under natten till den 1 juli formerade sig den svenska flottan för att gå till anfall. I mörkret seglade S:t Hieronymus på grund och kunde inte ta sig loss i tid för att delta i slaget dagen därpå. Tidigt på morgonen tog båda sidor upp linjeformation åt sydsydväst mellan Stevn Klint och Falsterbo. I den svenska linjen låg den tredje eskadern under Wachtmeister i täten, den första eskadern under Horn i mitten och sist Clerck med den andra eskadern. Det har rått oenighet i vilken ordning de danska eskadrarna seglade, men den låg norr om den svenska styrkan och blockerade vägen genom Öresund. Horn valde att försöka segla västerut istället för att anfalla trots en numerär överlägsenhet på 29 örlogsfartyg mot Juels 17. Avsikten var att skära av danskarna från deras baser på Själland. Under kappseglingen mot kusten utväxlade de två styrkorna artillerield och Horn försökte göra ett angrepp med brännare. Juel lyckades dock bogsera bort dem med hjälp av storbåtar och mindre understödsfartyg. Vid Stevns Klint gick det svenska skeppet Draken på grund och tvingades ge upp till efter att kraftig eldgivning från flera danska skepp, däribland Juels eget flaggskepp Christianus V. Skeppet blev dock så illa tilltygat i striden att Juel var tvungen att flytta över till Fridericus III ur Marquor Rodstens eskader och när även detta blev svårt skadat vidare till Charlotta Amalia. När man kom nära kusten vände den svenska flottan norrut och båda styrkorna seglade parallellt in i Öresund.
Vid middagstid, i höjd med byn Højerup på Stevns Klint, siktade Hans Wachtmeister i täteskadern en styrka på åtta stora örlogsfartyg och signalerade detta till Horn. Det han sett var Marquor Rodstens eskader som hade seglat längre norrut i skydd av den täta krutröken. Horn trodde dock att Rodstens fortfarande var kvar någonstans bortom krutdimman och utgick från att det var de nederländska förstärkningarna under Tromp som anlänt. För att inte ge sig i strid med det han trodde var en överlägsen styrka beslöt han att göra en undanmanöver. Horn lät Wachtmeister fortsätta norrut och gå till anfall mot Rodstens eskader medan resten av den svenska styrkan girade ost-sydost för att nedkämpa den danska eskader han trodde befanns sig i den riktningen.
Juel tog först upp striden med Wachtmeister, men satte kurs mot den svenska huvudstyrkan tillsammans med Jens Rodstens tredje eskader när han märkte att Horn var på väg österut. När Juel närmade sig den svenska linjen lade han sig inte parallellt utan valde att istället skära av Clerck, som lågt bakom Horn. Samtidig seglade Jens Rodsten upp på andra sidan om den avskurna styrkan, vilket utsatte den för eld från båda sidor samtidigt. Horns eskader vände om för att undsätta Clercks styrka och en våldsam eldstrid uppstod. Den utmanövrerade svenska styrkan fick svårt att försvara sig och både Mars och Julius Caesar blev erövrade.

## Resultat och eftermäle
Utgången av slaget var en stor seger för Danmark och ett svidande nederlag för Sverige. Till priset av ca 100 döda och 275 sårade hade den danska flottan orsakat förluster på över 3000 svenskar. Svenskarna förlorade sex större fartyg, ett kofferdiskepp (bestyckat handelsfartyg), en större fregatt, två brännare och en bojort.
Juels beslut att inte gira med den svenska linjen och istället skära av den har varit föremål för omfattande diskussion bland militärhistoriker. Särskilt bland danska och norska historiker under 1800-talet tolkades den som en banbrytande taktiskt manöver som hade påtaglig inverkan på det taktiska tänkandet under samtiden. Man ansåg att Juel hade uppfunnit den så kallade genombrottstaktiken över hundra år innan George Rodney bröt en fransk linje vid slaget vid Îles des Saintes 1782 och igångsatte en större taktisk reformation inom Royal Navy som skulle revolutionera sjökrigföringen.
Nutida historiker har ifrågasatt det revolutionerande i Juels agerande och menar att samtida amiraler var väl medvetna om fördelarna med att bryta en motståndares linje, men att man ännu inte utvecklat den grad av disciplin och organisation som möjliggjorde konsekvent användning av linjetaktiken.

## Styrkor
Siffrorna i parentes anger antalet kanoner för varje fartyg. "Kofferdiskepp" var en typ av handelsfartyg som var byggda så att de även kunde användas i krig och var därför inte specialbyggda krigsfartyg. "Lastdragare" var en allmän term för underhålls- och transportfartyg. En brännare var ett ombyggt fartyg som användes för att sätta eld på fiendefartyg.
| första eskadern amiralsskepp: Churprindsen (68), Marquor Rodsten - Christianus IV (58) - Gyldenløve (56) - Anna Sophia (62) - Delmenhorst (44) - Nellebladet (54) - Lindormen (46) - København (36) - Hommeren (32) - Anthonette (26) - Caritas (34) - Fire Kronede Lillier (4) - Stokfisken, Abrahams Offer (brännare) andra eskadern flaggskepp: Christianus V (80), Niels Juel - Tre Løver (64) - Oostergoo (60) - Charlotta Amalie (64) - Enighed (66) - Fridericus III (64) - Campen (44) - Havmanden (36) - Havfruen (26) - Spraglede Falk (18) - Louys og t'Hoen (brännare) tredje eskadern flaggskepp: Delft (62), Jens Rodsten - Waesdorp (68) - Dordrecht (46) - Ackerboom (60) - Gideon (60) - Justina (64) - Noortholland (44) - Caleb (40) - Utrecht (38) - Hvide Falk (26) - Delft (28) - Perlen (8) - Leonora (brännare) | första eskadern flaggskepp: Victoria (80), Henrik Horn - Wrangel (60) - Saturnus (64) - Mars (72) - Carolus (60) - på brandvakt - Wismar (54) - Flygande Vargen (44, kofferdiskepp) - Riga (54) - Hjorten (36) - Fredrika Amalia (34) - Trumslagaren (34, kofferdiskepp) - Elisabeth (12, kofferdiskepp) - Mjöhunden (10, lastdragare) - Ekorren (8 eller 12, lastdragare) - Råbocken (8, lastdragare) - S:t Johannes (4, bojort) - (Danske Kaparn) S:t Jakob (6, bojort) - Druvan (brännare) andra eskadern amiralsskepp: Solen (74), Hans Clerck - Venus (64) - Merkurius (64) - Herkules (56) - Svenska Lejonet (48) - Spes (48) - Gripen (8, lastdragare) - Fenix (36) - Konung David (32, kofferdiskepp) - Pärlan (18, kofferdiskepp) - Laurentius (8, bojort) - Måsan/Måsen (4, galjot) - Laurentius (8, bojort) - (Lilla) Fortuna (10, bojort) - Björnen (10, brännare, struss) - S:t Johannes (4, brännare) tredje eskadern amiralsskepp: Nyckeln (84), Hans Wachtmeister - Jupiter (70) - Draken (66) - Hieronymus (64) - Caesar (60) - Göteborg (48) - brandvakt - Maria (44) - brandvakt - (Kompani)Solen (32, kofferdiskepp) - Salvator (30, monterat skepp) - Kompanifalken/Förgyllda Falken (10, bojort) - Gröna Draken/Caparen (8, bojort) - Sjömannen (4, bojort) - Sjöman (8, lastdragare) - Svan (brännare) - Leoparden (brännare) "tillkom senare" - Kalmar (60) - Andromeda (50) - Gustavus (44, monterat skepp) |